# John Liptrot Hatton
John Liptrot Hatton (Liverpool, 12 ottobre 1809 – Margate, 10 settembre 1886) è stato un compositore, direttore d'orchestra, pianista e cantante inglese.

## Biografia
Hatton nasce a Liverpool il  12 ottobre 1809. Ha iniziato la sua opera in campo musicale da autodidatta, partecipando a diversi appuntamenti in qualità di organista. Dopo essere apparso varie volte sulle scene di Liverpool, nel 1842 fu nominato direttore di teatro per una serie di opere inglesi. Della sua compagnia faceva parte l'austriaco Josef Staudigl, uno dei cantanti più famosi dell'epoca, molto ammirato sul palcoscenico operistico. Proprio su suggerimento di quest'ultimo Hatton scrisse l'ambizioso lavoro in tre atti del Pascal Bruno, con libretto di Edward Fitzball ispirato al romanzo di Alexandre Dumas (padre). L'opera di Hatton, in una traduzione tedesca di Joseph von Seyfried, fu presentata per la prima volta al "Theater am Kärntnertor" (Teatro della porta di Carinzia) di Vienna, sabato 2 marzo 1844, con Staudigl nella parte principale del bandito. Dell'opera faceva parte la canzone, Revenge (Vendetta), che rese il cantante molto popolare in Inghilterra.
Altre due canzoni fecero il giro del mondo e furono il duetto Stung by horror, in cui Staudigl cantava insieme ad Elizabeth Rainforth, e O Give Me Back. Il libretto dell'opera è conservato a Monaco di Baviera presso il dipartimento di musica della Biblioteca di Stato della Baviera.
L'opera di Hatton ricevette molta attenzione a Vienna, qui ebbe modo di studiare il contrappunto con Simon Sechter, e di scrivere una serie di canzoni che richiamano allo stile dei classici tedeschi. Nel 1846 apparve al Hereford Festival come cantante ed eseguì un concerto per pianoforte di Mozart. Dal 1848 al 1850 fu in America dove tenne numerosi concerti pubblici e privati a New York. In particolare, condivise il palco a Pittsburgh, in Pennsylvania, con Stephen C. Foster.
Al ritorno in Inghilterra divenne direttore del "Glee e Madrigal Union", e intorno al 1853 fu assunto presso il Teatro della Principessa, a Londra per dirigere la musica di Charles Kean per i revival di Shakespeare. Ricoprì questo incarico per circa cinque anni. Nel 1856 una cantata, Robin Hood, venne data al Bradford festival, e una terza opera, Rose, o Ransom Love, al Covent Garden nel 1864, senza molto successo.
Nel 1866 tornò in America, e ricoprì l'incarico di accompagnatore al Ballad Concerti, Sala St James, per nove stagioni.
Nel 1875 fu a Stoccarda, dove scrisse un oratorio, Ezechia, dato al Crystal Palace nel 1877; come tutte le sue opere di grandi dimensioni ricevette un discreto successo. Nonostante Hatton eccellesse nella musica lirica e nonostante le sue abilità nel madrigale, la sua popolarità è legata a canzoni come To Anthea, Good-bye, Sweetheart, Good-bye e Simon the Cellarer.
Morì a Margate il 20 settembre 1886.